# Basic Instinct
Basic Instinct è un film del 1992 diretto da Paul Verhoeven.
La pellicola segue il detective di San Francisco Nick Curran (interpretato da Michael Douglas) mentre indaga sul brutale omicidio di una ex rock star, rimanendo invischiato in una relazione appassionata e intensa con Catherine Tramell (interpretata da Sharon Stone), un'enigmatica scrittrice e principale sospettata.
Il film ha ricevuto recensioni contrastanti al momento della sua uscita, con elogi per le interpretazioni del cast, la colonna sonora e il montaggio, ma critiche verso la sceneggiatura e lo sviluppo dei personaggi. Ha anche suscitato polemiche a causa del suo contenuto sessualmente esplicito, della violenza e della rappresentazione di relazioni omosessuali. Nonostante l'iniziale protesta pubblica, il film è stato rivalutato e definito come "rivoluzionario" e fu un successo al botteghino, incassando circa 352,9 milioni di dollari in tutto il mondo, diventando uno dei film con maggiori incassi nella storia del cinema degli anni Novanta.
Presentato in concorso al 45º Festival di Cannes, ebbe anche due candidature agli Oscar e ai Golden Globe, tra cui quella per la migliore colonna sonora al compositore Jerry Goldsmith; la Stone fu candidata come miglior attrice al Golden Globe, mentre Frank Urioste era fra i candidati all'Oscar per il miglior montaggio.

## Trama
San Francisco: l'ex star del rock Johnny Boz viene trovato morto, ucciso con un punteruolo da ghiaccio all'apice di un infuocato amplesso e il detective Nick Curran, soprannominato "Giustiziere" (in passato aveva accidentalmente sparato a due turisti, uccidendoli), è incaricato di occuparsi del caso. I sospetti cadono sulla scrittrice e psicologa Catherine Tramell, che si trovava insieme a Boz nel suo locale la notte del delitto. Curran, insieme al suo collega Gus Moran, si reca a interrogare la Tramell e trova in casa della donna Roxy Hardy, l'amante di lei, la quale dice loro che Catherine si trova nella sua casa sulla spiaggia, dicendosi certa dell'innocenza della Tramell. I due poliziotti, dopo aver parlato con la scrittrice nella sua villa di Stinson Beach, scoprono che in uno dei suoi libri un uomo viene ucciso nel letto con la stessa arma usata per sopprimere Johnny Boz: un punteruolo da ghiaccio.
Catherine accetta di essere interrogata al commissariato e, durante il confronto, accavalla le gambe rivelando di non indossare mutandine; il che lascia senza fiato i poliziotti. Quella sera, al bar, Nick ha un alterco con l'agente degli affari interni Marty Nielsen; subito dopo l'investigatore accompagna la propria ex, la psicologa Beth Garner, a casa di lei. Una volta a destinazione, Nick, come posseduto, si scaglia con incontenibile ardore su Beth, che dapprima lo asseconda ma, quando Nick inizia a usare le maniere forti, cerca di ribellarsi, supplicandolo di fermarsi. Tuttavia lui la stupra. Dopo la violenza subita da Nick, Beth gli riferisce di aver frequentato alcuni corsi con Catherine Tramell a Berkeley; poi chiede a Nick il perché della sua immotivata aggressione, ma l'uomo reagisce con noncuranza e le domanda una sigaretta. La psicologa gli dice dove trovarla e gli ordina di andarsene.
Indagando, Nick scopre che Catherine ha alle spalle una storia travagliata: i suoi genitori sono stati uccisi in un incidente in barca quando era adolescente, lasciandola così erede d'una fortuna; uno dei suoi professori dell'università, Noah Goldstein, è stato colpito nel sonno con un rompighiaccio quando Catherine frequentava UC Berkeley; il suo ex fidanzato, il pugile Manny Vasquez, è stato ucciso durante un combattimento ad Atlantic City; Nick scopre anche che molti amici di Catherine sono assassini, tra cui Hazel Dobkins, una donna che ha accoltellato a morte il marito e i tre figli il giorno di Natale del 1950.
Catherine schernisce Nick, confessandogli di sapere tutto del suo passato. Sapendo che Beth è l'unica persona in possesso del fascicolo con le sue informazioni, Nick si arrabbia con Beth, la quale ammette di averlo mostrato a Nielsen (con il quale Nick ha un violento alterco davanti a tutti gli agenti) perché questi aveva minacciato di farlo espellere dalla polizia; Nielsen viene trovato morto nella sua auto quella notte, ucciso con un colpo di pistola, e Nick è il primo sospettato: viene perciò sospeso, in attesa dei risultati d'una perizia psichiatrica.
Nick s'innamora di Catherine e i due iniziano una torbida relazione messa a dura prova da Roxy, che è gelosa di Catherine e muore nella Lotus Esprit di quest'ultima, dopo aver tentato di uccidere il poliziotto. Catherine ha intenzione di scrivere un romanzo su un uomo che cade nelle mani della persona sbagliata per poi venire da questa ucciso, e sceglie Nick come personaggio. Si scopre che anche Roxy aveva un passato criminale: aveva ucciso i suoi due fratelli con un rasoio quando aveva sedici anni. Catherine rivela in seguito di avere avuto un'avventura sessuale al college con Lisa Hoberman, che poi si rivelò ossessionata da lei; Nick scopre che Lisa non è altro che la sua ex, Beth; si scopre anche che Beth era stata sposata con un uomo poi ucciso nel corso d'una sparatoria.
Nick va nella casa di Catherine, la quale sta stampando le ultime pagine del suo nuovo libro. Dopo aver letto velocemente poche righe, Nick capisce che il romanzo parla d'un investigatore che giace morto con le gambe sporgenti dalle porte di un ascensore. Catherine arriva e spiega d'aver concluso il proprio libro; ambiguamente, dice addio a Nick. Questi vede Gus, che s'è organizzato per incontrare una compagna d'università di Catherine in un albergo, e scopre poi che cosa realmente è successo tra Catherine e Beth. Mentre Nick aspetta in macchina, Gus entra nell'ascensore dell'albergo ma, quando esce, una figura incappucciata salta fuori e lo colpisce più volte con un punteruolo. Nick raggiunge Gus troppo tardi e lo trova agonizzante con le gambe sporgenti dalle porte dell'ascensore: la stessa scena descritta nel libro di Catherine.
Proprio in quel momento arriva Beth, giunta lì dopo aver ricevuto il messaggio di Gus. Appena Beth avvicina la mano alla propria tasca, Nick prende la pistola di Gus e spara a Beth, uccidendola. Nick sospetta che lei abbia ucciso Gus, ma nella tasca della donna vi sono solo chiavi. La polizia arriva e scopre una parrucca bionda, un impermeabile SFPD e un punteruolo, l'arma usata per uccidere Gus, in una scala: gli agenti concludono che Beth ha abbandonato gli oggetti sentendo arrivare Nick; nella casa di Beth, messa a soqquadro, vengono trovati indizi che sembrerebbero indicare che è lei l'assassina.
Nick torna a casa sua, dove trova Catherine ad aspettarlo, e mentre i due fanno l'amore lei sembra intenzionata ad afferrare il punteruolo posizionato sotto il letto; ma, mentre sta per ucciderlo, lascia andare l'arma perché ormai è innamorata di lui.

## Produzione
La sceneggiatura, scritta nel 1980 da Joe Eszterhas, ebbe subito un grande risalto mediatico, a tal punto da essere alla base di un'asta economica tra varie compagnie cinematografiche; alla fine la Carolco Pictures ebbe la meglio, per una somma pari a 3 milioni di dollari. Eszterhas, che aveva scritto il soggetto in soli 12 giorni, fu sostituito dallo sceneggiatore Gary Goldman in fase di preproduzione.
Il budget della pellicola fu di circa 49 milioni di dollari.
Chuck Norris, Al Pacino, Harrison Ford, Kevin Costner, Robert De Niro, Sean Penn, Tom Hanks, Michael J. Fox, Sylvester Stallone, Jack Nicholson, Bruce Willis, Don Johnson, Martin Sheen, Dennis Quaid, Jeff Bridges e John Travolta furono considerati per il ruolo di Nick Curran; alla fine fu scelto Michael Douglas. Oltre 50 attrici furono considerate per il ruolo di Catherine Trammell, tra le quali Kim Basinger (proposta da Douglas per il ruolo, che però rifiutò); anche Greta Scacchi, Meg Ryan, Demi Moore e Julia Roberts furono considerate, ma non si mostrarono interessate, così come Geena Davis, Michelle Pfeiffer, Kathleen Turner, Jodie Foster ed Ellen Barkin, a causa delle numerose scene erotiche presenti nel film; fu infine ingaggiata Sharon Stone, all'epoca poco conosciuta e che pochi anni prima aveva avuto una parte di rilievo in Atto di forza, sempre di Verhoeven, accanto ad Arnold Schwarzenegger. La Stone per questo ruolo ricevette un compenso di 500 mila dollari, uno dei salari più bassi dell'epoca.
Le riprese furono effettuate a San Francisco tra il maggio e il novembre 1991.
Gli abiti dei due protagonisti furono curati dallo stilista italiano Nino Cerruti del Lanificio Fratelli Cerruti.
La scena del primo rapporto consumato tra i personaggi di Douglas e della Tripplehorn venne girata all'insaputa degli attori, che pensavano fosse solo una prova. Nelle intenzioni del regista, inoltre, la sceneggiatura prevedeva una scena di sesso lesbico alla quale avrebbe dovuto partecipare anche Curran, ma Douglas rifiutò, così come declinò qualsiasi scena che prevedesse un nudo frontale integrale; Verhoeven allora rimosse la scena, d'accordo con Eszterhas. I due collaboreranno nuovamente nella pellicola Showgirls.
In un'intervista concessa nel 2006, Sharon Stone ha rivelato che la famosa scena dell'interrogatorio venne girata a tradimento dal regista Verhoeven: secondo la Stone, il regista le avrebbe chiesto di togliere le mutandine bianche perché troppo evidenziate nella cinepresa, promettendole che non si sarebbe visto nulla; tuttavia alla prima al Festival di Cannes, quando la Stone vide la scena, sentendosi tradita s'avvicinò al regista e lo schiaffeggiò.

## Distribuzione
Il film è uscito nelle sale cinematografiche statunitensi il 20 marzo 1992.

### Data di uscita
Le date di uscita internazionali nel corso del 1992 sono state:
- 16 aprile in Argentina (Bajos Instintos)
- 30 aprile in Perù (Bajos Instintos)
- 7 maggio in Francia
- 8 maggio in Gran Bretagna
- 8 maggio in Irlanda
- 14 maggio in Australia
- 15 maggio in Danimarca (Iskoldt begær)
- 15 maggio in Finlandia (Basic Instinct - Vaiston varassa)
- 21 maggio in Germania
- 22 maggio in Austria
- 23 maggio in Corea del Sud (기본 본능)
- 12 giugno in Brasile (Instinto Selvagem)
- 10 luglio in Ungheria (Основной инстинкт)
- 31 luglio in Uruguay (Bajos Instintos)
- 21 agosto in Spagna (Instinto Fatal)
- 18 settembre in Italia
- 27 novembre in Turchia (Ice Cold Desire)
- 31 dicembre in Polonia (Nagi instynkt)

### Divieti
A causa delle numerose scene violente ed erotiche presenti nel film, alcune nazioni hanno imposto i seguenti divieti a un pubblico minore:
- Stati Uniti d'America: v.m. 17
- Germania: v.m. 16
- Portogallo: v.m. 16
- Ungheria: v.m. 14
- Italia: v.m. 14
- Spagna: v.m. 16
- Turchia: v.m. 14
- Regno Unito: v.m. 18
- Argentina: v.m. 18
- Perù: v.m. 14
- Polonia: v.m. 16
- Brasile: v.m. 16
- Francia: v.m. 17
- Corea del Sud: v.m. 13

### Edizione italiana
In Italia il film arrivò il 18 settembre 1992, distribuito da Penta Distribuzione: uscì col visto censura (vietato ai minori di 14 anni). Il doppiaggio originale del film venne eseguito dalla C.V.D. negli stabilimenti di Doppiaggio Villini sotto la direzione di Sergio Di Giulio e su dialoghi di Francesco Vairano. Il film fu poi trasmesso, con il primo doppiaggio, in prima visione su Canale 5 il 3 ottobre 1994, facendo registrare un ascolto di 10 599 000 spettatori e un indice del 40,31%, divenendo una delle pellicole più viste in prima TV sulle reti Mediaset.
Nel 2008, in occasione dell'uscita in Italia dell'edizione in DVD a opera della Universal Pictures, è stato effettuato un ridoppiaggio dalla Dubbing Brothers Int. Italia sotto la direzione di Stefano Mondini: tra i personaggi principali, solo quelli di Nick Curran, Catherine Tramell e Beth Garner hanno mantenuto le voci di Oreste Rizzini (il suo ultimo doppiaggio prima della sua morte avvenuta il 18 marzo), Cristiana Lionello e Laura Boccanera in entrambe le edizioni.

### Edizioni home video
L'uscita nelle sale del film è stata tagliata di 35-40 secondi per evitare una classificazione NC-17, con alcuni contenuti violenti e sessualmente espliciti rimossi. Il materiale mancante o censurato, in seguito reintegrato in home video nella director's cut, includeva:
- L'omicidio di Johnny Boz nella scena di apertura. Nella director's cut, si vede l'assassina pugnalarlo al collo, al petto e attraverso il naso. L'assassina, inoltre, continua a fare sesso violento con lui mentre lo pugnala allo stesso tempo.

- La scena in cui Nick violenta Beth è tagliata nella versione cinematografica statunitense. Si vede strapparle i vestiti e costringerla a sdraiarsi sul divano, prima di un taglio a loro due sdraiati sul pavimento. Nella versione integrale, lei gli dice verbalmente di fermarsi e dice "no" più volte.

- La scena in cui Nick e Catherine fanno sesso dopo essere andati in discoteca è più lunga e molto più esplicita nella versione integrale.

Tra il 2019 e il 2020, la società francese StudioCanal si è occupata del restauro del film, sotto la supervisione del regista stesso, utilizzando il negativo originale da 35 mm. La pellicola così restaurata è stata distribuita in sala in più territori e uscita inoltre in home theatre in Ultra HD, Blu-Ray, DVD ed edizioni da collezione Steelbook. È stato, inoltre, aggiunto un nuovo documentario intitolato "Basic Instinct, Sex, Death & Stone" come contenuto speciale.

## Accoglienza

### Incassi

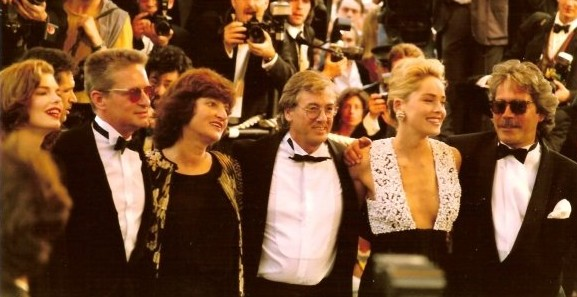
Il regista e gl'interpreti principali della pellicola all'anteprima al Festival di Cannes 1992

Al suo primo fine settimana d'apertura, il film incassò nelle sale americane più di 15 milioni di dollari, spodestando Fusi di testa; nel fine settimana successivo venne superato da Chi non salta bianco è, ma continuò a registrare ottimi incassi, fino a tornare definitivamente in testa al botteghino il successivo 19 aprile 1992 con oltre 6,6 milioni di dollari, rimanendovi per quasi un mese, periodo in cui gli incassi salirono sempre più, oscillando tra i 4 e i 5 milioni ogni fine settimana, per poi cedere la prima posizione il 17 maggio 1992 ad Arma letale 3.
Uscito successivamente in Gran Bretagna e Giappone, anche qui registrò numeri primati, incassando circa 19 milioni di dollari in entrambi i paesi; in Italia la pellicola ottenne oltre 30 miliardi di lire, superando a sorpresa pellicole molto attese e fenomeni del momento come Gli spietati, Mamma, ho riperso l'aereo: mi sono smarrito a New York, Sister Act - Una svitata in abito da suora e il già citato Arma letale 3. A fine anno registrò ottimi numeri anche in Australia (12756984 $) e Spagna (13494024 $).
A fronte di un budget di 49 milioni di dollari, il film ha incassato 117727224 $ in Nord America e 235200000 $ nel resto del mondo, per un totale di 352927224 $, diventando uno dei maggiori successi commerciali del 1992, posizionandosi al terzo posto, dietro solo a Mamma, ho riperso l'aereo: mi sono smarrito a New York e Guardia del corpo. Fu, inoltre, uno dei maggiori successi finanziari della Carolco Pictures.

### Critica
Alla sua uscita, il film ricevette recensioni contrastanti da parte della critica. Sull'aggregatore di recensioni Rotten Tomatoes ha un indice di gradimento del 55% basato su 78 recensioni, con un voto medio di 6,2 su 10. Su Metacritic ottiene un punteggio di 43 su 100 basato su 28 recensioni. Venne, tuttavia, ben accolto dal quotidiano New York Times e dalla rivista Rolling Stone. Tra i giudizi più freddi, però, ci furono quelli di Dave Kehr e Roger Ebert, il quale valutò la pellicola con 2 stelle su 4, scrivendo: «Il film è come un cruciverba: ti mantiene interessato finché non lo risolvi, dopo di che diventa solo un inutile scarabocchio di caselle riempite».

## Controversie
Il clamore suscitato dal film, anche sui media, è stato notevole; a ciò hanno contribuito pure i variegati giudizi critici ricevuti, che vanno dall'entusiasmo alla stroncatura.

### Violenza delle scene di sesso
Molto criticate sono state le scene di sesso presenti nel film; in particolare hanno provocato scandalo il primo rapporto tra i protagonisti (la Stone e Douglas), quella iniziale del primo omicidio e quella tra Curran e la psicologa Beth. Numerosi critici contestarono la palese sessualità di quelle scene, definite «eccessivamente spinte» e, in alcuni punti, «tendenti al violento», quasi inscenando un rapporto sadomaso.
In risposta alle critiche, il regista Paul Verhoeven disse che «[l]e scene bollenti sono frutto di ore e ore di revisione della sceneggiatura da parte mia e di Joe Eszterhas; non ci vergogniamo di nulla: la nostra è stata una scelta di lavoro"». Anche il critico Roger Ebert espresse il proprio disappunto verso le critiche al film, pur riconoscendo un certo sadismo nella rappresentazione delle scene di sesso da parte di Verhoeven.
Furono molte inoltre le proteste di chi considerava la raffigurazione di Catherine Tramell un'offesa nei confronti dei diritti delle donne, in particolare quelle impegnate nella difesa dei diritti omosessuali; anche in questo caso non mancarono posizioni controverse tra i critici, divisi tra chi appoggiava tale posizione e chi invece ne minimizzava l'importanza.

### Proteste dei movimenti omosessuali
Durante le riprese il film è stato contestato da molti attivisti per i diritti gay, i quali hanno constatato una rappresentazione negativa degli omosessuali: svariati membri del gruppo di attivisti lesbiche e bisessuali LABIA si adoperarono per boicottare la pellicola alcuni giorni prima della sua uscita.
Altri gruppi di attivisti si riversarono in teatri e cinema agitando con cartelli con frasi come «Kiss my ice pick» («Bacia il mio rompighiaccio»), o anche «Hollywood promotes anti-gay violence» («Hollywood promuove la violenza contro gli omosessuali») e «Catherine did it! The bisexual did It» («È stata Catherine! È stata la bisessuale»); alcuni hanno addirittura interpretato le tendenze sessuali presenti nel film una sorta di «fascismo» contro i diritti degli omosessuali.
Alla prima, al Festival di Cannes 1992, non mancarono tentativi di boicottaggio della pellicola. Verhoeven e Eszterhas si difesero dalle critiche; in particolare, il regista sottolineò che «Il fascismo non c'entra niente, non basta alzare la voce; significa non accettare no». Roger Ebert scrisse che «per quanto riguarda le presunte offese verso le comunità omosessuali, i manifestanti contro il film potrebbero prendere atto che anche la rappresentazione degli eterosessuali del film, a partire da Douglas, è ugualmente offensiva. Tuttavia c'è da tempo una certa freddezza da parte di Hollywood verso il casting di omosessuali nei film».
La critica e accademica Camille Paglia ha invece denunciato le proteste e i movimenti degli attivisti omosessuali contro il film, in particolare elogiando la performance di Sharon Stone, a suo parere «una delle più grandi prestazioni di un'attrice sul grande schermo». Anche quest'ultima affermazione di Camille Paglia non fu apprezzata da qualche critico cinematografico che, pur ribadendo la bravura della Stone nel ruolo affidatole, sottolineò che «ci sono ruoli ben più meritevoli».

### Scena dell'accavallamento
La scena più nota del film è senz'altro quella dell'interrogatorio, durante il quale il personaggio interpretato da Sharon Stone, mentre risponde alle domande dei poliziotti, accavalla le gambe, mostrando, senza lasciare nulla all'immaginazione, di non indossare alcun indumento intimo; questa scena è diventata molto popolare nel tempo, oltre a essere l'emblema che ha reso celebre la pellicola; tuttavia è stata anche criticata da diverse persone.
In particolare, negli anni molti si sono chiesti se la scena fosse frutto del caso o se invece fosse stata voluta dal regista per innescare la carica erotica nello spettatore. Molti critici hanno ipotizzato che, nel caso questa seconda ipotesi fosse veritiera, il film potrebbe essere indicato, oltre che come thriller, anche come pellicola a sfondo sessuale, e quindi rivolta a un tipo di pubblico selezionato; tali dubbi non sono mai stati chiariti del tutto dal regista Verhoeven, che non ha mai specificato se la scena fosse voluta o fosse un'improvvisazione. La stessa Stone nel 2014 ha criticato quella scena, rivelando che fu un trucco del regista, che le consigliò di togliersi le mutandine, assicurandole che non si sarebbe visto nulla; l'attrice vide successivamente la scena durante la presentazione della pellicola a Cannes e, rivelando di essersi sentita tradita dal regista, gli si avvicinò per schiaffeggiarlo.

### Uso di sigarette
Sono piovute critiche anche sull'uso incessante e quasi invitante di sigarette all'interno del film da parte dei due personaggi principali; Joe Eszterhas all'inizio non si curò della cosa ma, quando nel 2001 gli venne diagnosticato un tumore alla laringe, si scusò pubblicamente per questa scelta artistica.

## Riconoscimenti
- 1993 - Premio Oscar
  - Candidatura per il miglior montaggio a Frank J. Urioste
  - Candidatura per la migliore colonna sonora a Jerry Goldsmith
- 1993 - Golden Globe
  - Candidatura per la migliore attrice in un film drammatico a Sharon Stone
  - Candidatura per la migliore colonna sonora originale a Jerry Goldsmith
- 1992 - BMI Film & TV Award
  - Miglior colonna sonora a Jerry Goldsmith
- 1992 - Festival di Cannes
  - Candidatura per la Palma d'oro a Paul Verhoeven
- 1992 - Chicago Film Critics Association Award
  - Candidatura per la migliore attrice protagonista a Sharon Stone
- 1992 - Golden Screen
  - Golden Screen
- 1992 - Nikkan Sports Film Award
  - Miglior film straniero
- 1992 - Razzie Award
  - Candidatura per il peggior attore protagonista a Michael Douglas
  - Candidatura per la peggior attrice non protagonista a Jeanne Tripplehorn
  - Candidatura per il peggior esordiente a Sharon Stone
- 1993 - Award of the Japanese Academy
  - Candidatura per il miglior film straniero
- 1993 - MTV Movie Award
  - Miglior performance femminile a Sharon Stone
  - Attrice più attraente a Sharon Stone
  - Candidatura per il miglior film
  - Candidatura per la migliore performance maschile a Michael Douglas
  - Candidatura per la miglior coppia a Michael Douglas e Sharon Stone
- 1993 - Saturn Award
  - Candidatura per il miglior film horror
  - Candidatura per la miglior regia a Paul Verhoeven
  - Candidatura per la miglior attrice protagonista a Sharon Stone
  - Candidatura per la miglior sceneggiatura a Joe Eszterhas
  - Candidatura per la miglior colonna sonora a Jerry Goldsmith
- 1993 - Gran Premio Internazionale dello Spettacolo
  - Miglior film straniero in TV
- 2024 - OFTA Award (Film Hall of Fame)[36]
  - Miglior personaggio a Sharon Stone

## Sequel
Il film ha avuto un seguito nel 2006 dal titolo Basic Instinct 2 diretto da Michael Caton-Jones, con protagonista sempre la Stone, stavolta affiancata da David Morrissey, Charlotte Rampling e David Thewlis.